# Mozac
Mozac (auvergnatisch Mozat geschrieben) ist eine französische Gemeinde mit 3.889 Einwohnern (Stand 1. Januar 2022) im Département Puy-de-Dôme in der Region Auvergne-Rhône-Alpes. Sie gehört zum Arrondissement Riom im Kanton Châtel-Guyon.

## Geographie
Die Gemeinde, ein westlicher Vorort von Riom, umfasst 4,05 Quadratkilometer auf 340 bis 424 m Meereshöhe. Das Gemeindegebiet wird vom Fluss Ambène durchquert.

## Bevölkerungsentwicklung
| Jahr                       | 1790 | 1881 | 1912 | 1927 | 1940 | 1954 | 1962 | 1968 | 1975 | 1982 | 1990 | 1999 | 2007 |
| -------------------------- | ---- | ---- | ---- | ---- | ---- | ---- | ---- | ---- | ---- | ---- | ---- | ---- | ---- |
| Einwohner                  | 1026 | 1140 | 1034 | 938  | 1050 | 1129 | 1421 | 1795 | 2127 | 3057 | 3496 | 3671 | 3510 |
| Quellen: Cassini und INSEE |      |      |      |      |      |      |      |      |      |      |      |      |      |

## Sehenswürdigkeiten
- Abteikirche Saint-Pierre, auvergnatisch-romanisch (12. Jahrhundert), Chor frühgotisch, vorromanische Krypta, eindrucksvolle figürlich geschmückte Kapitelle, Reliquienschrein des hl. Calmin (1168), des Gründers des Klosters, Kruzifix des 14. Jahrhunderts
- Schloss Portabéraud, genannt „Folie Mercier“, (18. Jahrhundert) mit einem Park des 18./19. Jahrhunderts
- Croix Saint-Calmin (Kreuz des hl. Calmin), 17. Jahrhundert
- Moulin (Mühle) Cheminat, 1789
- Aquädukt (13. Jahrhundert)

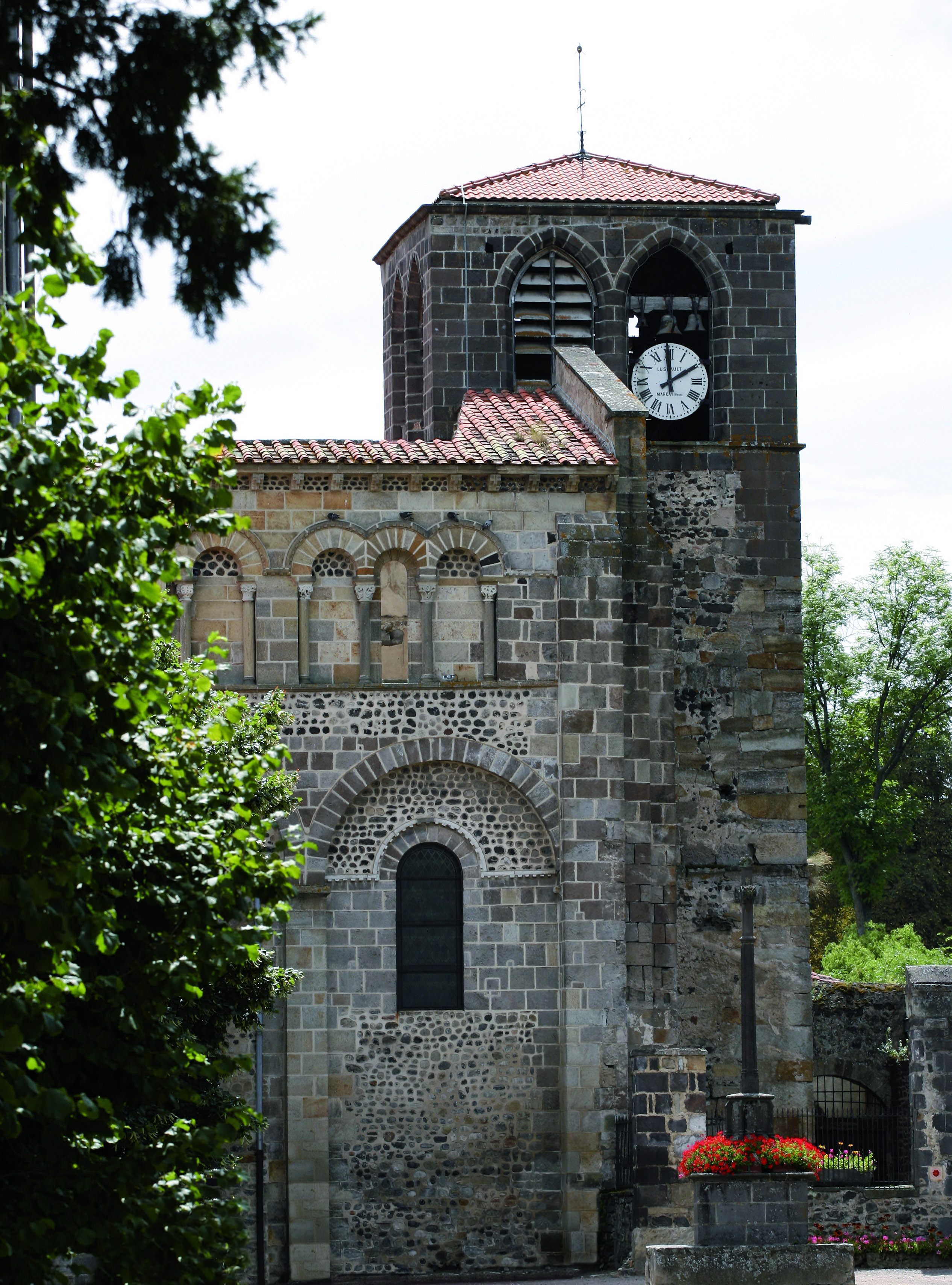
Abteikirche Saint-Pierre
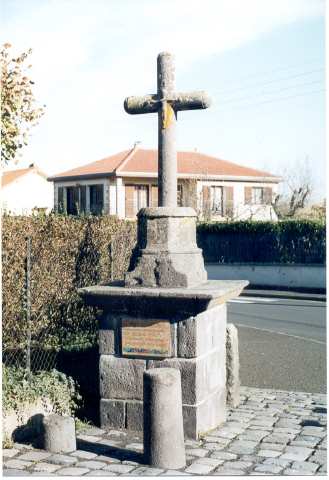
St.-Calmin-Kreuz
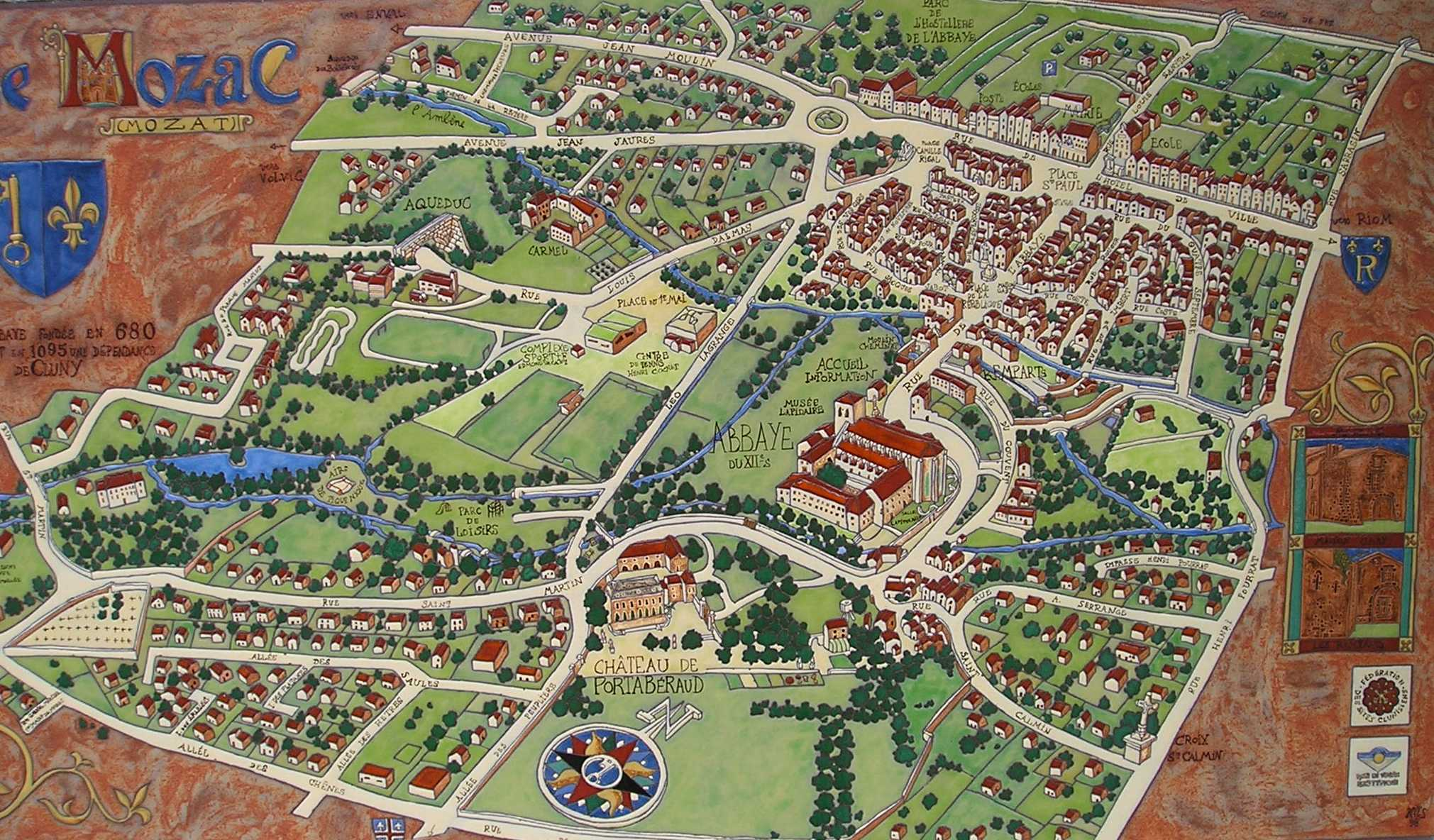
Touristentafel in Mozac

## Persönlichkeiten
- Gilbert Génébrard, Theologe des 16. Jahrhunderts

## Gemeindepartnerschaft
Mit der spanischen Gemeinde Albalat de la Ribera in der Region und Provinz Valencia besteht seit 2000 eine Partnerschaft.